# Lake Edgar
Lake Edgar är en sjö i Australien. Den ligger i delstaten Tasmanien, i den sydöstra delen av landet, omkring 82 kilometer väster om delstatshuvudstaden Hobart. Lake Edgar ligger 304 meter över havet.
Trakten runt Lake Edgar är nära nog obefolkad, med mindre än två invånare per kvadratkilometer. Genomsnittlig årsnederbörd är 1 932 millimeter. Den regnigaste månaden är juli, med i genomsnitt 232 mm nederbörd, och den torraste är februari, med 84 mm nederbörd.